# 欧拉数
歐拉數En是一個整數數列，由下列泰勒級數展開式定義：
{\displaystyle {\frac {2}{\exp(t)+\exp(-t)}}=\sum _{n=0}^{\infty }{\frac {E_{n}}{n!}}\cdot t^{n}}
奇數項的歐拉數皆為零，偶數項的歐拉數正負相間，開首為：
E0 = 1
E2 = -1
E4 = 5
E6 = -61
E8 = 1,385
E10 = -50,521
E12 = 2,702,765
E14 = -199,360,981
E16 = 19,391,512,145
E18 = -2,404,879,675,441 （OEIS數列A028296）
部份作者會把數列中的奇數項移除，只替偶數項編序，並且把負號轉為正號。这里依從上段所用的慣例。
歐拉數在正割sec x和雙曲正割sech x的泰勒級數出現。雙曲正割就是定義中使用的函數。組合數學也會用到歐拉數。此外，在关于自然数负幂的交错和中也涉及到欧拉数。
歐拉多項式是以歐拉數構造。